# Рокка-Массіма
Рокка-Массіма (італ. Rocca Massima) — муніципалітет в Італії, у регіоні Лаціо,  провінція Латина.
Рокка-Массіма розташована на відстані близько 45 км на південний схід від Рима, 24 км на північ від Латини.
Населення — 1130 осіб (2014).

## Демографія
Населення за роками:

Станом на 1 січня 2023 року в муніципалітеті офіційно проживало 85 іноземців з 14 країн, серед них 66 громадян країн Євросоюзу та 1 громадянин України.

## Сусідні муніципалітети
- Артена
- Коллеферро
- Корі
- Сеньї